# Romanovy: Ventsenosnaya semya
Romanovy: Ventsenosnaya semya é um filme de drama russo de 2000 dirigido por Gleb Panfilov. 
Rebatizado como The Romanovs: An Imperial Family, foi selecionado como representante da Rússia à edição do Oscar 2001, organizada pela Academia de Artes e Ciências Cinematográficas.

## Elenco
- Aleksandr Galibin
- Lynda Bellingham
- Yuliya Novikova
- Kseniya Kachalina
- Olga Vasilyeva
- Olga Budina